# Gare de Sayamagaoka
La gare de Sayamagaoka (狭山ヶ丘駅, Sayamagaoka-eki) est une gare ferroviaire de la ville de Tokorozawa, dans la préfecture de Saitama au Japon. Elle est exploitée par la compagnie Seibu.

## Situation ferroviaire
La gare de Sayamagaoka est située au point kilométrique (PK) 31,6 de la ligne Seibu Ikebukuro.

## Histoire
La gare a été inaugurée le 15 avril 1915 sous le nom de gare de Moto-Sayama. Elle est renommée Mikajimamura en août de la même année, puis Sayamagaoka en 1933.

## Services aux voyageurs

### Accès et accueil
La gare dispose d'un bâtiment voyageurs, avec guichet, ouvert tous les jours.

### Desserte
- Ligne Seibu Ikebukuro :
  - voie 1 : direction Hannō et Seibu-Chichibu
  - voie 2 : direction Tokorozawa, Nerima (interconnexion avec la ligne Seibu Yūrakuchō pour Kotake-Mukaihara, Shibuya ou Shin-Kiba) et Ikebukuro